# Good Old Czechs
Good Old Czechs je filmový dokument z roku 2022 o příběhu dvou československých letců (Františka Fajtla a Filipa Jánského), kteří se během 2. světové války zúčastnili bojů v anglickém letectvu (RAF) a poté na východní frontě v Sovětském svazu. Příběh je založen na dobových archivních záběrech a využívá osobní zkušenost a vyprávění obou letců. Režisérem snímku je Tomáš Bojar, známý jako spolutvůrce dokumentů Česká RAPublika (2008) a Dva nula (2012), které vytvořil spolu s Pavlem Abrahámem. Snímek Good Old Czechs měl premiéru 15. září 2022.

## Ceny a nominace
Český filmový a televizní svaz FITES udělil dokumentu cenu TRILOBIT Barrandien 2023 za mimořádné audiovizuální dílo.
Od Sdružení české filmové kritiky získal dokument dvě nominace na Ceny české filmové kritiky 2022 – Nejlepší dokument a Audiovizuální počin. Proměnil nominaci za Audiovizuální počin.
Byl také nominován na Ceny České filmové a televizní akademie Český lev 2022 ve dvou kategoriích – Nejlepší dokumentární film a Nejlepší střih.